# Anytime
Anytime er en landsdækkende forretningskæde af guldsmede og urmagere. Kæden har ca. 30 butikker.
Kæden er kun en samarbejdskæde, i den forstand at alle butikkerne er ejet af forskellige personer og selskaber, som indgår i et fælles samarbejde omkring navn og markedsføring.
Det betyder derfor også at butikkerne ikke nødvendigvis forhandler samme varemærker og produkter.